# Tryphosa Bates-Batcheller
Tryphosa Bates-Bacheller (14 de abril de 1876-1952) fue una aristócrata, escritora y cantante.

## Biografía
Fue hija del matrimonio formado por Theodor Cornelius Bates y su mujer Frances, nacida Duncan. Su padre era un industrial y político de la ciudad de Boston. Su familia poseía una cierta riqueza y llegaron a ser benefactores de la Boston Public Library.
Comenzó sus estudios musicales, animada por sus amigos y parientes. Estudio con profesores como Mathilde Marchesi y George Henschel. Además, se graduó en el Radcliffe College. En 1904 contrajo matrimonio con el industrial de zapatería Francis B. Batcheller. Conservó su apellido de soltera, uniendo el de su marido a este por un guion.
A principios del siglo XX, se trasladaron a París. En esta ciudad, Tryphosa conoció a la infanta Eulalia de Borbón con quien trabó amistad. El matrimonio realizaría distintos viajes, incluyendo Italia y España. Sobre estos dos viajes publicó tres libros detallados (dos sobre Italia y uno sobre España) en los que se describe al país, sus costumbres y las clases altas y sus cortes.
En 1934 continuaba residiendo en París, ya que en ese año fundó en esta ciudad la rama americana de la asociación femenina Daughters of the American Revolution.
Hacia 1941 volvió a Estados Unidos, donde moriría en 1951, sin descendencia.

## Obras
Escribió principalmente libros de viajes:
- Glimpses of Italian court life; happy days in Italia adorata (en inglés). Nueva York: Doubleday, Page & Company. 1906.
- Italian castles and country seats (en inglés). Nueva York: Longmans, Green, and co. 1911.
- Royal Spain of today. Nueva York: Longmans, Green, and co. 1913.
- The Soul of a Queen, Brentano's, New York 1943.
- France in sunshine and shadow, Brentano's, New York 1944.